# Нескафе
„Нескафе“ (на английски: Nescafe) е марка разтворимо кафе, създадено и разпространявано от мултинационалната компания „Нестле“, специализирана за производство на хранителни продукти, безалкохолни напитки и др.
Наименованието на продукта е сформирано от първите 3 букви от името на компанията „Нестле“ и френската дума „кафе“ (от фр. Café). Разтворимото кафе на Нестле е представено за първи път на 1 април 1938 година в Швейцария след разработка на продукта в продължение на около 7 години от Макс Моргенталер. Днес наименованието на продукта „Нескафе“ се използва в България и като нарицателно за разтворимо кафе (наричано още „инстантно кафе“).

## История
Идеята за разтворимо кафе се появява доста преди светът да се запознае с разтворимото кафе „Нескафе“.
Името на първия учен, измислил разтворимото кафе, е японецът Сатори Като. За първи път Сатори Като представя революционния продукт на Панамериканското изложение през 1901 година (някои източници сочат 1882). 5 години по-късно, през 1906 година, разтворимото кафе става достъпно и за масовия пазар благодарение на разработката на американския изобретател Джордж К. Вашингтон.
В началото на 1930-те години Бразилия се обръща към швейцарския концерн „Нестле“ с поръчката да разработи метод, посредством който кафените зърна да запазват вкусовите си качества за по-дълго време. Бразилците се обръщат с тази молба, тъй като в продължение на много години се борят с големи загуби от огромните количества продукция поради липсата на технологично решение за преработването и запазването на кафето след сушенето му. В началото те отправят заявка към „Нестле“ да „разработят кафе на кубчета, които да запазват вкуса и аромата на прясното кафе и да се превръщат в чаша качествено ароматно кафе само с прибавяне на гореща вода“.
След поставената от Бразилското правителство задача химикът Макс Моргенталер и екипът му се опитват да създадат кафе на кубчета в продължение на повече от 7 години. Редицата неуспешни опити водят до това ръководството на „Нестле“ да преустанови работата по проекта. Моргенталер обаче продължава изследванията си в собствения си дом и така на 1 април 1938 г. „Нескафе“ идва на бял свят, но под формата на прахообразна субстанция. Това става възможно благодарение на специален „процес, при който от прясно набраните и изпечени зърна се приготвя черна напитка, а от нея благодарение на техники за изсушаване във фризер и изсушаване чрез разпръскване се получава разтворимото кафе. (Така в много отношения разтворимото всъщност е по-прясно от прясното кафе.) Още тогава разтворимото кафе на „Нестле“ се появява във вид на пудра и от самия старт разполага с 2 разновидности – на обикновено и безкофеиново кафе.
С това откритие се поставя нова епоха в преработването, съхранението и консумацията на любимата напитка кафе, която намира приложение в редица последвали войни. Само година и няколко месеца, след като „Нескафе“ се появява, започва Втората световна война, при която с дневната дажба на всеки американски войник се полага и пакетче от кафето на прах „Нескафе“. По време на десанта на съюзническите войски в Нормандия (6 години след създаването на нескафе) отново всеки американски войник разполага с лесен начин да си осигури ароматно и качествено кафе посредством „Нескафе“.

## Световно разпространение
В първата година на Втората световна война „Нескафе“ започва своето разпространение по света. През 1939 г. стартира производството на нескафе във Франция, Великобритания и Америка.
Революционния продукт бързо бележи успех, но въпреки това от компанията продължават да работят над подобряването на технологията на Моргенталер и така от 1952 година формулата за нескафе е изчистена до 100% чисто кафе, без добавки. През 1957 година по времето на панаира в Солун се ражда идеята за освежаващата напитка Нескафе Фрапе. През 2010 година „Нескафе“ се превръща в марка № 1 кафе в света.
Днес разтворимото кафе на „Нестле“ се употребява в над 83 страни по света, а от компанията твърдят, че всяка секунда се изпиват около 3000 чаши с „Нескафе“.

## История на Нескафе в България
Официално Нескафе започва своето разпространение в България едва през 2000 година, въпреки че по време на Студената война продуктът на „Нестле“ е можел да бъде закупен в „Кореком“. Марката много бързо печели симпатиите на българите и се превръща в синоним на качественото ароматно кафе. Въпреки късното официално навлизане на Нескафе се оказва, че то е употребявано в страната много преди 2000 година. В конкурс за най-старата опаковка на „Нескафе“, по случай 70-ата годишнина на марката, 3 българи предоставят метални кутии на „Нескафе“ от 1944 година.

## Асортимент

### Nescafe
Нестле поддържа богат асортимент от напитки под марката „Нескафе“ и се нарежда на челни позиции по пазарен дял. Освен традиционните разновидности на „Нескафе“ – „Нескафе Класик“ (NESCAFÉ Classic), компанията предлага и различните варианти за достъпно и луксозно разтворимо кафе и кафе напитки. От „Нестле“ непрекъснато се стараят да разширяват продуктовата линия и на базовия модел „Нескафе“, като последните години предлагат „Нескафе Голд“ (NESCAFÉ® Gold) и „Нескафе Грийн Бленд“ (NESCAFÉ® Green Blend), което се позиционира като кафе с повишено количество антиоксиданти поради съдържанието на 1/3 зелени (неизпечени) кафени зърна. В сегмента на кафе напитки с по-плътен каймак (пяна), „Нескафе“ пускат и продукта „Нескафе Крема Сензационе“ (NESCAFÉ® Créme Sensazione).

### Миксове
Освен класическите кафе напитки „Нескафе“ предлагат и миксове, които основно се разделят на такива с богата пяна или без. Миксовете без пяна съдържат в себе си добавки като захар, кафе и мляко или сметана. Най-разпространени в този сегмент в България са от вида „3 в 1“ (Нескафе 3 в 1) и разтворимото кафе без захар от вида „2 в 1“ (Нескафе 2 в 1). Интересен факт е, че по данни на MEMRB от май-юни 2009 г. „Нескафе 3 в 1“ се нарежда като абсолютен лидер на пазара за подобни напитки с 84% пазарен дял в обем. Към този сегмент спадат напитката „Нескафе Куул“ (NESCAFÉ® Cool).
От продуктите с пяна „Нескафе“ поддържа „Нескафе Кафе Меню“ (NESCAFÉ® Café Menu) с 4 вкуса: капучино, ванилия, карамел, шоколад. Те най-често се разпространяват в ресторанти, хотели и заведения.
От компанията предлагат и студени готови за консумация напитки под марката „Нескафе Експрес“ (NESCAFÉ® Xpress®) с 2 основни вкуса – Latte Macchiato или Black Roast.

### Кафе машини за Нескафе и топли напитки
На българския пазар от 2002 г. се предлагат и кафе машини на „Нескафе“. Машините използват като консумативи комбинация от NESCAFE Espresso, пълномаслено сухо мляко Milli, какаова смес с мляко Nesquik Lacte, „Нескафе 3in1“, чай „Nestea Lemon“ и др. Кафе машините поддържат богат асортимент от напитки като „Еспресо“, „3 в 1“, „Мляко с Нескафе“, „Капучино“, „Мокачино“, „Лате Макиато“, мляко с какао, топъл шоколад, чай и др., все под марката на „Нестле“. „Нескафе“ кафе-машините приготвят и новите напитки на фирмата – „Нескафе Лате“ (NESCAFE Lattes) и „Нескафе Лате Айс“ (NESCAFE Lattes Ice).

### Кафе системи и кафе машини „Нескафе Долче Густо“ (NESCAFÉ® DOLCE GUSTO)
Сред разнообразието от продукти и кафе машини „Нескафе“ поддържат кафе системата „Нескафе Долче Густо“ (NESCAFÉ® DOLCE GUSTO). Тя се отличава от другите кафе машини не само с иновативен и стилен дизайн, но и с технологията за приготвяне на кафето. Машината е лесна за използване и работи с различни таблетки (капсули) кафе, които са патентовани и специално разработени за „Нескафе Долче Густо“. Това, което ги прави по-различни от останалите капсулни системи, е тяхната форма, технологията на херметизиране на кафето, както и 15-те бара налягане, които преминават през всяка капсула, за да се получи чаша от идеалното ароматно кафе.
Системата „Долче Густо“ (от италиански се превежда: сладък вкус) е пусната от „Нескафе“ през 2006 година. На българския пазар се предлагат различни видове капсули „Нескафе Долче Густо“, чрез които потребителите могат лесно да направят в домашни условия напитки като „Капучино“, „Латте Маккиато“(Latte Macchiato), „Еспресо Лунго.“(Espresso Lungo), горещ шоколад и др. Машините вече са продават в над 15 страни по света. Интересното при „Долче Густо“ кафе-машините е, ч е таблетките съдържат не инстантно кафе, а печени и смлени кафе зърна.

## Маркетинг и рекламни дейности
Като мултинационална компания „Нестле“ отделя големи бюджети за реклама на своите продукти, в това число и на „Нескафе“.
В световен план е интересна стратегията за разпространението на „Нескафе“ в САЩ. От представянето на продукта до 1960 година на пазара в САЩ инстантното кафе на „Нестле“ е можело да бъде открито под марката „Нескафе“. След тази година „Нестле“ решават да пуснат и разтворимо кафе под марката Taster's Choice, което измества „Нескафе“ в продължение на много години. Тази марка на Нестле е представена и в Канада по същото време и продължава да се продава като по-висок клас разтворимо кафе, съответно и на по-висока цена. Това продължава до 2003 година, когато от „Нестле“ решават да наложат отново „Нескафе“ и преименуват продукта на Nescafé Taster's Choice.
В България „Нескафе“ има множество интересни рекламни кампании за почти всички свои продукти. Най-нестандартен подход в рекламирането на своите продукти „Нескафе“ показва в популяризирането на „Нескафе 3 в 1“. Рекламните кампании са насочени главно към по-младата аудитория и включват както интересни рекламни спотове, така и спонсорирани хип-хоп песни на популярната българска група „Ъпсурт“, в които се споменава за „Нескафе 3 в 1“. Песента „3 в 1 (неочаквано добра комбинация)“, част от 4-тия албум на групата от 2005 година, се превръща дори в хит.
Като интересна ПР и рекламна кампания може да бъде спомената и инициативата „Живей Активно!“ на „Нестле България“. Кампанията се провежда ежегодно от 2006 година насам и има за цел да стимулира обществото да живее здравословно и да се движи.
| Вид                    | Разтворимо кафе                 |
| Собственост на марката | Société des Produits NESTLE S.A |
| Страна                 | Швейцария                       |
| Открит                 | 1938, 1 април                   |
| Разпространение        | Световно                        |